# Ella Rubin

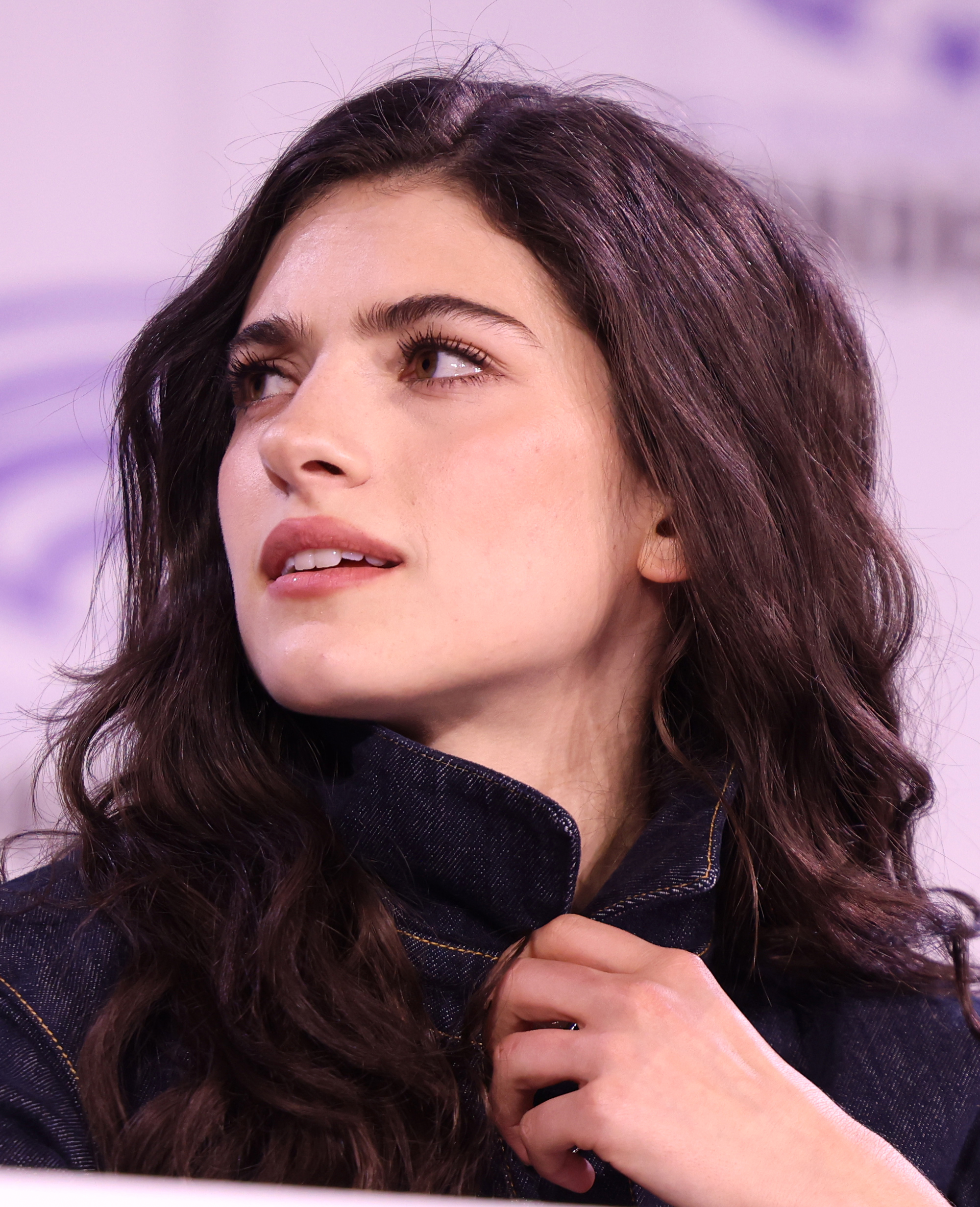
Ella Rubin (2025)

Ella Rubin (* 2. September 2001 in New York City) ist eine US-amerikanische Schauspielerin.

## Leben
Ella Rubin wuchs im Stadtteil Upper West Side im Stadtbezirk Manhattan in ihrer Geburtsstadt New York City auf. Eine Schauspielausbildung erhielt sie an der Professional Children's School.
Eine erste Episodenrolle hatte sie 2013 in Unforgettable. Ihr Filmdebüt gab sie im Folgejahr in der romantischen Komödie Wie schreibt man Liebe? mit Hugh Grant und Marisa Tomei. Am Broadway stand sie 2019 am American Airlines Theatre in Die tätowierte Rose von Tennessee Williams als Rosa auf der Bühne. In der 2021 auf Netflix veröffentlichten Miniserie Die Professorin mit Sandra Oh übernahm sie die Rolle der Studentin Dafna Eisenstadt.
Von 2021 bis 2022 war sie in der Serie Gossip Girl von HBO Max als Bianca Beer zu sehen. In der Serie The Girl from Plainville des Streaminganbieter Hulu verkörperte sie 2022 die Rolle der Natalie Gibson. 2024 war sie in Als du mich sahst mit Anne Hathaway als deren Filmtochter Izzy sowie in Anora von Sean Baker als Vera zu sehen. Im Horrorfilm Until Dawn (2025) von Regisseur David F. Sandberg übernahm sie als Clover die weibliche Hauptrolle.
In den deutschsprachigen Fassungen wurde sie von Magdalena Montasser in Als du mich sahst, von Daniela Molina in The Girl from Plainville, von Laurine Betz in Die Professorin sowie von Clara Drews in Gossip Girl  synchronisiert.

## Filmografie (Auswahl)
- 2013: Unforgettable (Fernsehserie, eine Folge)
- 2014: Wie schreibt man Liebe? (The Rewrite)
- 2017: Difficult People (Fernsehserie, eine Folge)
- 2018: Billions (Fernsehserie, eine Folge)
- 2021: Die Professorin (The Chair, Miniserie, vier Folgen)
- 2022: The Girl from Plainville (Fernsehserie, sieben Folgen)
- 2021–2022: Gossip Girl (Fernsehserie, sechs Folgen)
- 2023: The Sweet East
- 2024: Masters of the Air (Miniserie, eine Folge)
- 2024: Als du mich sahst (The Idea of You)
- 2024: Anora
- 2025: Until Dawn
- 2025: Fear Street: Prom Queen
- 2025: Adult Children